# PPD–40
A PPD–40 ( oroszul: Пистолет-пулемёт Дегтярёва, magyar átírásban: Pisztolet-pulemjot Gyegtyarjova, jelentése: Gyegtyarjov-géppisztoly)  géppisztolyt 1934-ben, Vaszilij Gyegtyarjov tervezte. A fegyver hagyományos fatussal rendelkezik.

## Története
A PPD–40-et  Vaszilij Gyegtyarjov tervezte a  Szovjetunióban, és a német Bergmann MP28-ra hasonlít, belsőleg azonban az MP18-hoz áll közelebb. A PPD-t a 7,62×25 mm Tokarev lőszer tüzelésére tervezték, ami a 7,63×25 mm Mauserhez hasonló, amit a Mauser C96 pisztoly tüzel. A PPD egy nagy tárkapacitású csigatárat (71 darab lőszer) használ.